# Alcalde de Badalona
L'alcalde de Badalona és la màxima autoritat política de l'Ajuntament de Badalona i del Govern de la ciutat de Badalona.
D'acord amb la Llei Orgànica 5/1985, de 19 de juny, del Règim Electoral General, l'alcalde o alcaldessa és elegit per la corporació municipal, formada pels regidors, que a la vegada són escollits per sufragi universal pels ciutadans de Badalona amb dret a vot, mitjançant eleccions municipals celebrades cada quatre anys. En la mateixa sessió plenària de constitució de la corporació es procedeix a l'elecció de l'alcalde o alcaldessa, on poden ser candidats a alcalde tots els regidors que encapçalin les corresponents llistes electorals de cada candidatura. És proclamat electe el candidat que obté majoria absoluta de vots, si cap obté dita majora és proclamat alcalde el regidor que encapçala la llista més votada.
Alguns alcaldes han quedat en la memòria o algun carrer o plaça de Badalona ha rebut el seu nom: és el cas de Francesc d'Assís Guixeras (1888), Martí Pujol (1930), que dona nom a la riera de Canyet, una de les vies més importants de la ciutat. Posteriorment, ha estat significatiu el bateig de diversos espais amb el nom dels alcaldes de la Segona República, Joan Manent (1986), Josep Martínez (1991), l'afusellat al Camp de la Bota en acabar la Guerra Civil Frederic Xifré (1979) o Joan Deulofeu (1979), més recordat al nomenclàtor per la seva faceta d'enginyer. Finalment, esmentar l'espai del Parc Serentill, on s'ubiquen diversos equipaments, que va rebre el nom de Salvador Serentill (1975), un dels primers alcaldes del franquisme, que va fer donació d'aquests extensos terrenys a la ciutat el 1958.

## Història
Cal remuntar els orígens a 1595, després de més cent anys de ser carrer de Barcelona, a Badalona es va establir el règim d'universitat comunal. En aquest moment es podien escollir diversos càrrecs, entre els quals hi havia els consellers, però sobretot tres Jurats, un dels quals rebia el nom de Jurat en Cap, i es va establir la insaculació com a mètode d'elecció. Les condicions era ser home de 25 anys casat o vidu amb prou capacitat econòmica i sense deutes amb el municipi, a més en el cas de Badalona, a més dels habitants de la Sagrera de Santa Maria, havien d'estar representats els dels veïnats de Llefià, Canyet i Pomar.
El 1716, amb la promulgació dels Decrets de Nova Planta es substitueix el sistema anterior, i es regula amb les lleis de funcionament municipal de 1717 i 1718, on es decreta que, segons el volum d'habitants, Badalona tindria 5 regidors (després 6), un dels quals exerceix les funcions de batlle, càrrec nomenat per la Reial Audiència, inicialment vitalici, que va passar a tenir una durada de dos anys i el seu nomenament decidit en una terna, moltes vegades rodant els càrrecs entre les elits de la localitat, si bé més tard va passar a ser fiscalitzat per un nou càrrec anomenat síndic personer durant el període reformista de Carles III, que era escollit a través de comissions. Aquesta va ser l'organització que va regir fins a l'establiment del règim liberal al segle xix.

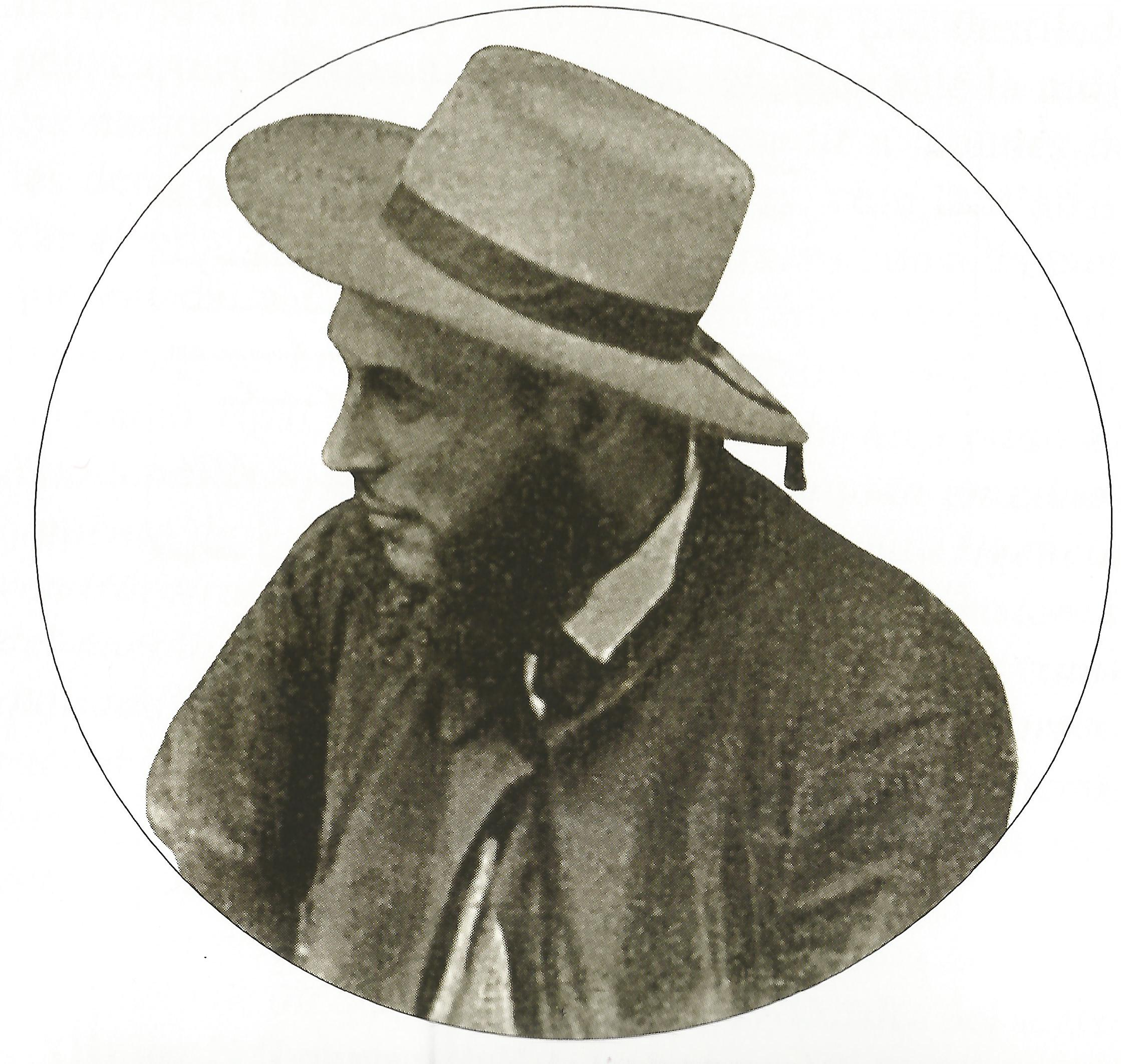
Sebastià Badia i Gibert, primer alcalde Badalona elegit per sufragi universal masculí, després de la revolució de 1868

A banda del breu període del Trienni Liberal (1820-1823), l'establiment del règim liberal als municipis va començar el 1835 amb el Reial Decret per arranjar provisionalment els ajuntaments, on es van començar a establir els càrrecs d'alcalde, regidors i síndics segons la constitució i/o govern de torn, però sí es va establir un sistema d'elecció per elegir aquests càrrecs, especialment amb un sufragi censatari, que no va ser universal fins a 1868 després de la revolució de La Gloriosa, on fou escollit alcalde Sebastià Badia.
Després del Sexenni Democràtic, la restauració de la monarquia va portar al sistema del torn dinàstic entre conservadors i liberals, que va estar caracteritzat pel frau electoral i uns alcaldes caciquistes, a Badalona n'és el millor exemple Joaquim Palay.
La figura de l'alcalde es va mantenir durant la Segona República, però va ser totalment desvirtuat durant la Guerra Civil a causa de la creació del Comitè Revolucionari, que va quedar a càrrec dels assumptes de la ciutat a través d'una sèrie de delegacions fins a l'octubre de 1936, quan la Generalitat de Catalunya va dictar una norma de configuració de les corporacions municipals. Amb tot molts alcaldes van ser destacats sindicalistes, com Joan Manent o Pere Cané.
La victòria del bàndol franquista va portar a un sistema d'elecció totalment control pel Ministeri de Governació, a través de terços corporatius i de caps de família sota la tutela del Governador Civil, que confeccionava i aprovava les llistes.
A partir de la transició, les primeres eleccions es van fer el 15 de juny de 1977 i va ser escollit primer alcalde de la democràcia Màrius Díaz, del PSUC. L'estructura es va basar en el cartipàs, on l'alcalde podia exercia també alguna regidoria determinada i altres atribucions. Des d'aquestes primeres eleccions hi ha hagut vuit alcaldes, tots ells elegits al Ple de constitució de la corporació, tret de Jordi Serra, que va ser elegit a causa de la dimissió de Maite Arqué, d'Àlex Pastor, que va arribar a l'alcaldia amb una moció de censura a l'anterior alcaldessa, Dolors Sabater, i de Rubén Guijarro, que va arribar a l'alcaldia amb una moció de censura a l'alcalde Xavier García Albiol en el seu segon mandat, iniciat arran de la dimissió d'Àlex Pastor.

## Funcions

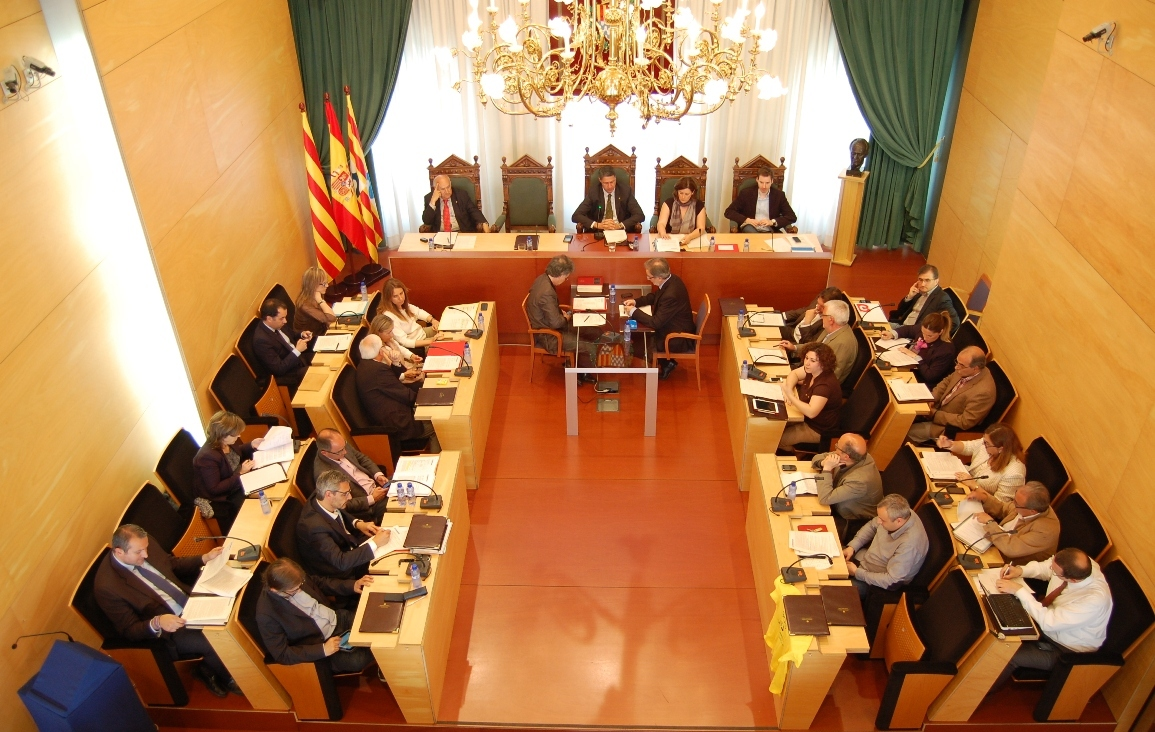
L'alcalde García Albiol presidint un ple municipal, l'abril de 2014

L'alcalde o alcaldessa dirigeix el govern de la ciutat i l'administració del municipi, és el representant de l'Ajuntament de Badalona en qualsevol acte oficial, a més de ser l'encarregat de convocar i presidir les sessions del Ple i de la Junta de Govern Local. A més, té altres atribucions i competències, com són:
- Dirigir, inspeccionar i impulsar els serveis i obres municipals.
- Dictar bans.
- Desenvolupar la gestió econòmica d'acord amb el pressupost, disposar despeses dins dels límits de la seva competència, concertar operacions de crèdit, amb les excepcions establertes per la legislació vigent.
- Aprovar l'oferta d'ocupació pública d'acord amb el pressupost i la plantilla aprovada pel Ple, aprovar les bases de les proves de selecció del personal i concursos de provisió de llocs de treball i distribuir les retribucions complementàries no fixes i periòdiques.
- Exercir el comandament superior de tot el personal, i acordar el seu nomenament i sancions, inclosa la separació del servei dels funcionaris de la Corporació i l'acomiadament del personal laboral, passant comptes al Ple en tots els casos.
- Exercir el comandament del Cos de Policia Municipal.
- Les aprovacions dels instruments de planejament urbanístic, així com del desenvolupament del planejament general no expressament atribuïts al Ple, així com la dels instruments de gestió urbanística i dels projectes d'urbanització.
- L'exercici de les accions judicials i administratives, la defensa de l'Ajuntament en matèries de la seva competència, incloses les delegades a un altre òrgan, i, en cas d'urgència, en matèries competents del Ple, on passarà comptes per a la seva ratificació.
- La iniciativa per a proposar al Ple la declaració de lesivitat en matèries de la seva competència.
- Adoptar personalment i sota la seva responsabilitat, en cas de catàstrofe o d'infortunis públics o greu risc dels mateixos, les mesures necessàries i adequades donant compte immediata al Ple.
- Sancionar les faltes de desobediència a la seva autoritat o per infracció de les ordenances municipals, excepte quan estigui atribuït a un altre òrgan.
- L'aprovació dels projectes d'obres i de serveis quan sigui competent per a la seva contractació o concessió i estiguin previstos en el pressupost.
- L'atorgament de les llicències, excepte que les lleis sectorials ho atribueixin expressament al Ple o a la Junta de Govern Local.
- Ordenar la publicació, execució i fer complir els acords de l'Ajuntament.
- Les altres que expressament li atribueixin les lleis i aquelles que la legislació assigni al municipi i no atribueixi a altres òrgans municipals.
- En qualsevol cas, l'alcalde pot delegar l'exercici de les seves atribucions amb les excepcions previstes a l'article 21 de la Llei Reguladora de Bases de Règim Local.

## Llista d'alcaldes

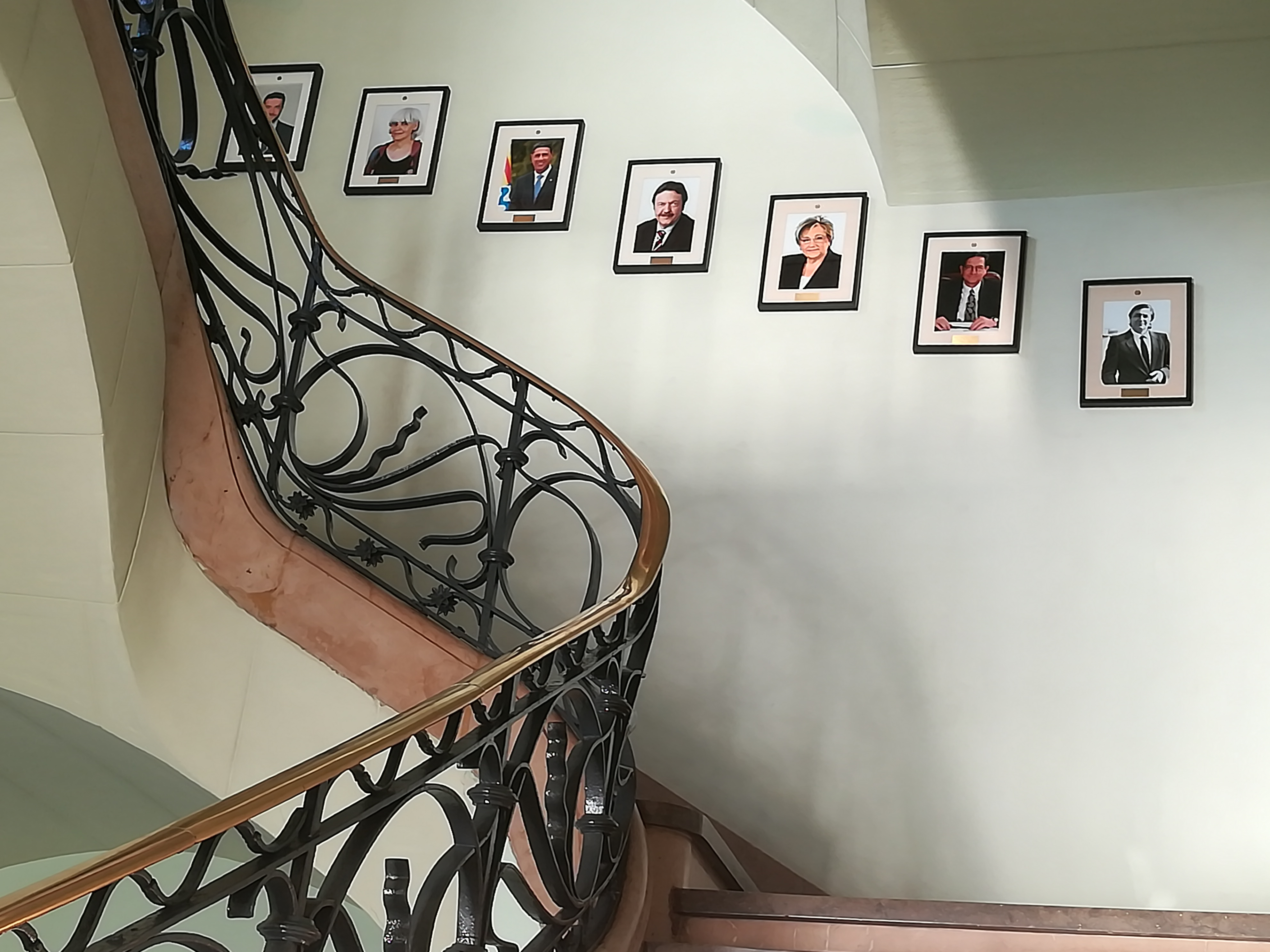
Des del 2012, a la paret de l'escala de la Casa de la Vila pengen els retrats dels alcaldes a partir de les primeres eleccions democràtiques de 1979. El que més temps estigué en el càrrec fou Joan Blanch, un total de setze anys.

Des de la transició democràtica, a Badalona hi ha hagut els següents alcaldes:
| Nom | Nom                              | Inici mandat          | Fi mandat             | Partit polític | Partit polític                          |
| --- | -------------------------------- | --------------------- | --------------------- | -------------- | --------------------------------------- |
|     | Isidre Caballeria Pla            | 12 de juny 1974       | 25 d'abril de 1977    |                |                                         |
|     | Alfonso Ramos Cruz               | 25 d'abril de 1977    | 19 d'abril de 1979    |                |                                         |
|     | Màrius Díaz i Bielsa             | 19 d'abril de 1979    | 7 de maig de 1983     |                | Partit Socialista Unificat de Catalunya |
|     | Joan Blanch i Rodríguez          | 7 de maig de 1983     | 12 de juny de 1999    |                | Partit dels Socialistes de Catalunya    |
|     | Maite Arqué i Ferrer             | 3 de juliol de 1999   | 8 d'abril de 2008     |                | Partit dels Socialistes de Catalunya    |
|     | Jordi Serra i Isern              | 8 d'abril de 2008     | 21 de maig de 2011    |                | Partit dels Socialistes de Catalunya    |
|     | Xavier García Albiol             | 21 de maig de 2011    | 22 de maig de 2015    |                | Partit Popular Català                   |
|     | Maria Dolors Sabater i Puig      | 13 de juny de 2015    | 20 de juny de 2018    |                | Guanyem Badalona en Comú                |
|     | Àlex Pastor López                | 20 de juny de 2018    | 22 d'abril de 2020    |                | Partit dels Socialistes de Catalunya    |
|     | Aïda Llauradó Álvarez (interina) | 22 d'abril de 2020    | 12 de maig de 2020    |                | Badalona en Comú Podem                  |
|     | Xavier García Albiol             | 12 de maig de 2020    | 8 de novembre de 2021 |                | Partit Popular Català                   |
|     | Rubén Guijarro Palma             | 8 de novembre de 2021 | 17 de juny de 2023    |                | Partit dels Socialistes de Catalunya    |
|     | Xavier García Albiol             | 17 de juny de 2023    | En el càrrec          |                | Partit Popular Català                   |